# Veitsrodter Prämienmarkt
Der Veitsrodter Prämienmarkt ist ein regelmäßig am zweiten Juliwochenende in Veitsrodt stattfindendes Volksfest. Der Prämienmarkt ist einer der letzten universellen Märkte der Region mit Tierschau, Krammarkt und Vergnügungspark.

## Geschichte
Veitsrodt ist ein uralter Marktort. Der Marktplatz liegt nördlich des Ortes, nahe an dem Nachbarort Herborn, an einer zentralen Stelle wo seit alten Zeiten von allen Seiten her Wege zusammenstoßen. Bereits die Schultheißen des Wildenburgischen Gebietes der Wild- und Rheingrafen hatten hier ihren Sitz. Diese hatte an den Markttagen die Machtbezeugung der Gebietsherrschaft, die Aufrechterhaltung der Ordnung und die Sicherung der verschiedenen Marktsteuern zu gewährleisten.
Der Markt war ursprünglich ein Vieh- und Krammarkt. An Vieh wurde überwiegend Rindvieh, Schweine und Schafe der Züchter in der Umgebung, aber nur selten Pferde angeboten. Die Einkäufer kamen aus der nähern Umgebung um Herrstein, dem Idarbann, den Birkenfelder Landgemeinden, dem Hochwald bis zur Mosel und mitunter kamen selbst Einkäufer aus Frankreich.
Der Krammarkt war von großer Bedeutung für die bäuerliche Bedarfsdeckung mit den lebensnotwendigen Dingen. Er war der Verkaufsort für die Erzeugnisse der Hausindustrie der umliegenden Ortschaften, wozu die zahlreichen Tuchmacher, Lohgerber, Leinwandweber, Gebildmacher, Küfer, Nagelschmiede, Reifstangenmacher und viele andere Gewerbe mehr gehörten. Diese setzten hier einen großen Teil ihrer Produktion ab.
Am 26. März 1838 genehmigte die Birkenfelder Regierung die Abhaltung von insgesamt sieben Märkten in Veitsrodt. Der Veitsrodter Bürgermeister war bis 1895 der Marktvorstand, der mit drei Beisitzern aus dem Ort den Marktablauf mit der Platzverteilung und dem Standgeld, die Wirtschaftszelte und die Viehunterbringung zu regeln hatte.
Die landwirtschaftlichen Vereine der oldenburgischen Bürgermeistereien erreichten am 20. April 1896, dass der Hauptmarkt in die Zeit nach der Kornernte festgelegt (18. August) und zukünftig als Prämienmarkt für Rindvieh und Schweine abgehalten wurde. Ebenfalls von diesen Vereinen eingeführt wurde der Verkauf von Losen, mit deren Erlös Vieh und landwirtschaftliche Geräte gekauft werden sollten. Als Gewinne lockten Kalbinnen, Rinder, Schweine, Lämmer, Geflügel sowie landwirtschaftliche Geräte und Maschinen.
Mit der Umwandlung der deutschen Wirtschaft von der Agrar- zur Industriegesellschaft ging die Bedeutung der Märkte für die Versorgung der Bevölkerung zurück. Im Fürstentum Birkenfeld wurde durch die Einführung des elektrischen Stroms in den kleinen Dörfern der Betrieb von kleinen Achat- und Diamantschleifereien ermöglicht, so dass die Landwirtschaft für viele nur noch ein Nebenerwerb wurde. Seit 1912 findet der Veitsrodter Prämienmarkt nur noch einmal im Jahr statt.

## Heute
Der Veitsrodter Prämienmarkt ist ein regionales Großereignis unter dem Motto Weißt du noch damals?.  Ausgerichtet von der örtlichen Interessengemeinschaft Veitsrodter Prämienmarkt gibt es neben dem Krammarkt und der Vieh-Schau zahlreiche Fahrgeschäfte, Rummelplatzbuden und Essensstände. Ein musikalisch breit gefächertes Programm wird jedem Publikumsgeschmack gerecht. Am Sonntag finden Pferderennen statt. Noch heute sind Tierprämierung und die Verlosung fester Bestandteil des Prämienmarktes.